# Psamtik I
Wahibre Psamtik I (în egipteana antică: Wꜣḥ-jb-Rꜥ Psmṯk, pronunțat Psamâṯək), cunoscut de asirieni ca Pishamilki sau Nabu-shezibanni, iar de greci și romani ca Psammeticus ori Psammetichus a fost primul faraon al celei de-a douăzeci și șasea dinastii a Egiptului Antic, care cârmuia din orașul Sais în Delta Nilului între anii 664 și 610 î.Hr. El a fost instaurat de regele Asiriei Assurbanipal împotriva cârmuitorilor cușiți ai celei de-a douăzeci și cincea dinastii, dar mai târziu a câștigat mai multă autonomie datorită declinului Imperiului Asirian.

## Context

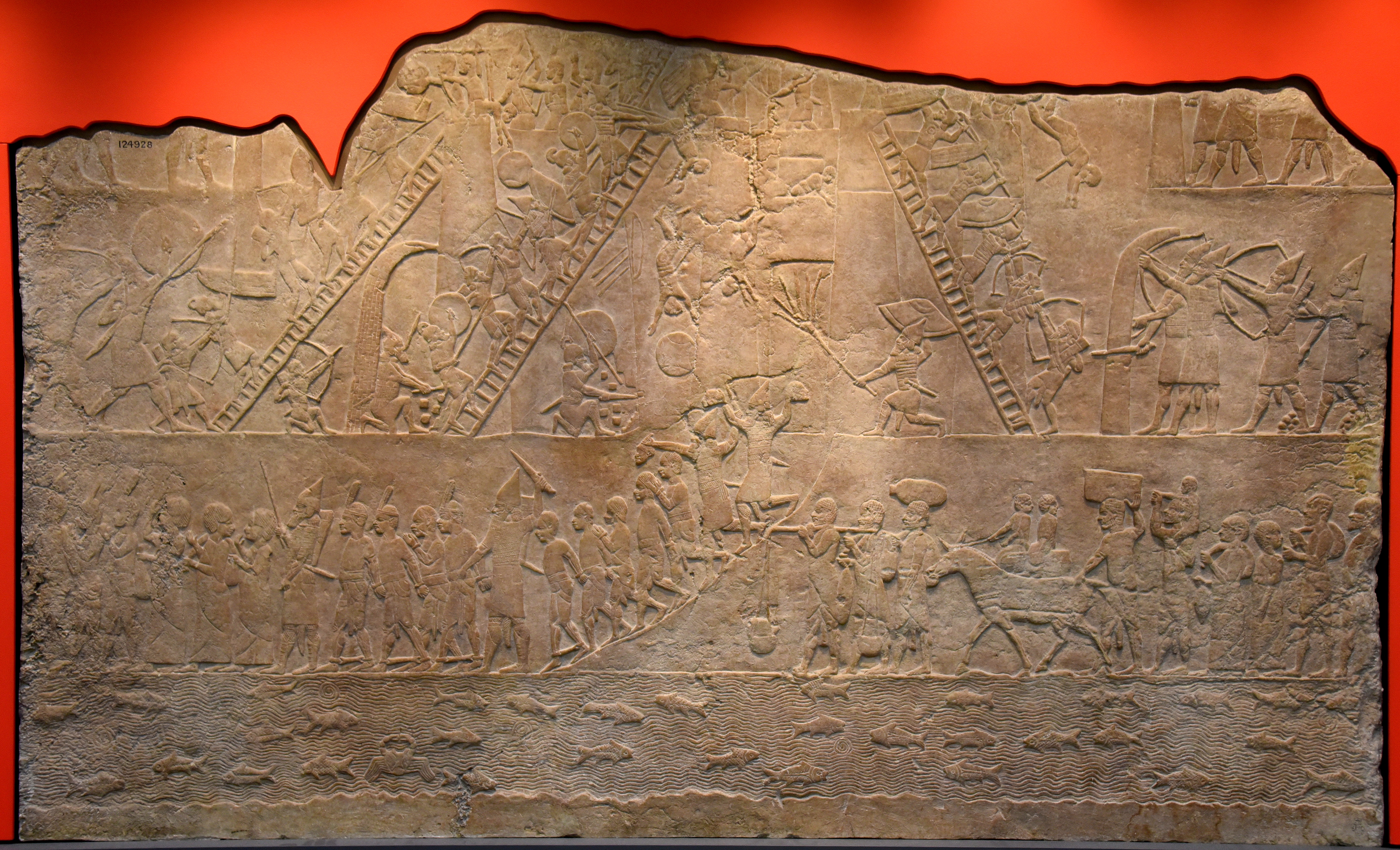
Cucerirea de asirieni a unui oraș egiptean, posibil Memphis, de la faraonul kușit Taharqa sau Tantamani în 663 î.Hr. Muzeul Britanic.

În 671 î.Hr. regele asirian Asarhadon a invadat Egiptul. Această invazie a fost îndreptată mai degrabă împotriva conducătorilor kușiți ai dinastiei a douăzeci și cincea a Egiptului, care dețineau controlul asupra Egiptului de Sus, decât împotriva conducătorilor egipteni. Asirienii au creat o administrație bazată pe conducători egipteni locali și i-au pus la punct pe cei doisprezece regișori care au format o Dodecarhie care guverna Delta Nilului. Ei au format, de asemenea, alianțe cu conducătorul orașului Sais, Necho I, care era cel mai puternic dintre regișorii Deltei, precum și cu Pakruru, conducătorul importantei nome Per-Sopdu.
În 665 î.Hr. regele kușit Tantamani a invadat din nou Egiptul de Jos, dar Necho I și Pakruru au rezistat atacului kușit. Necho I a murit în luptă, iar fiul său Psamtik I a fugit în Siria, în timp ce Pakruru a devenit purtătorul de cuvânt al regișorilor Deltei în timpul negocierilor de pace cu Tantamani la Memphis.
În anul următor, în 664 î.Hr., asirienii sub conducerea fiului lui Asarhadon, Asurbanipal, au invadat din nou Egiptul, iar armata asiriană a recucerit Memphis, au jefuit Teba și l-au expulzat pe Tantamani din Egipt. Fiul lui Necho I, Psamtik I, revenit în Egipt cu această forță invadatoare, a fost instaurat de asirieni ca conducător al Saisului și Memphisului și a încheiat cu asirienii un acord adû, un tip de relație superior-inferioar, despre care, din păcate, niciuna dintre sursele asiriene nu dă detalii.

## Domnia
În primii doi ani ai domniei sale Psamtik I a condus în conformitate cu acordul implementat de asirieni în Egipt, ca unul dintre multele regate vasale ale Dodecarhiei egiptene. Potrivit lui Herodot, în această perioadă, Psamtik a împlinit fără să vrea o profeție a unui oracol care promitea stăpânirea întregului Egipt oricui care a turnat o libație dintr-un vas de bronz, după care ceilalți regișori ai Dodecarhiei l-au alungat din Memphis. El a pierdut domnia și a trebuit să fugă în mlaștinile din Delta Nilului.

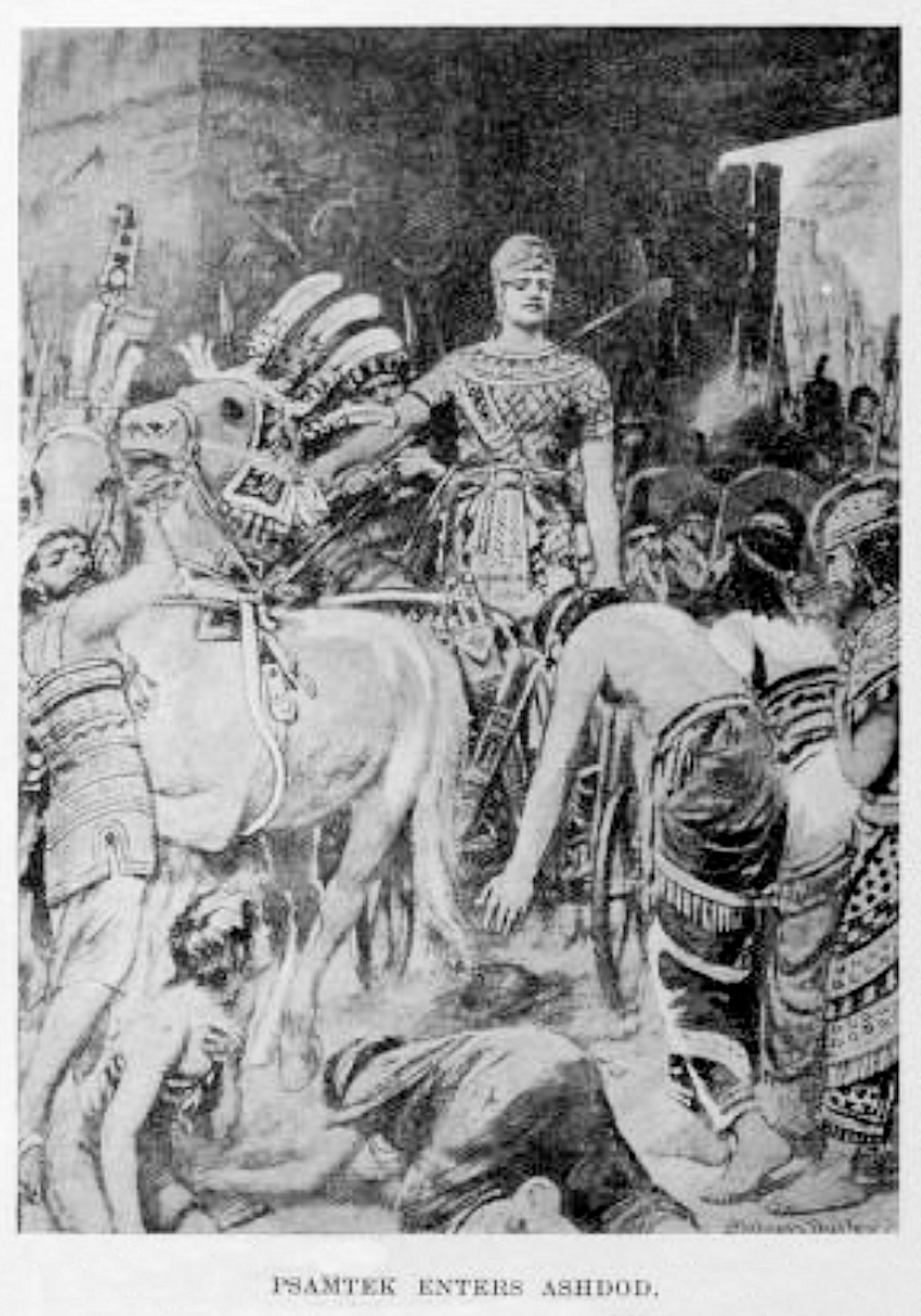
Conducătorul egiptean Psamtik I în timpul căderii Așdodului în 635 î.Hr., ilustrație de Patrick Gray, 1900.

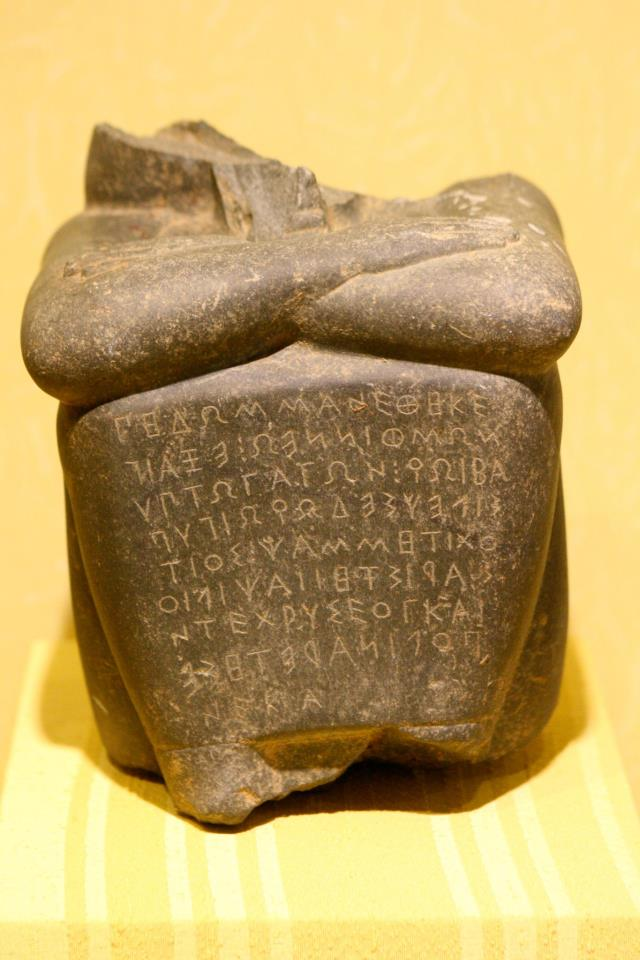
Statuia din secolul al VII-lea găsită în Kale menționându-l pe Psamtik I. Inscripția grecească ionică spune: „Pedon, fiul lui Amphimeos, m-a adus din Egipt și a dat drept votiv; Psammetichos, regele Egiptului i-a dat un oraș pentru virtutea sa și o diademă de aur pentru a lui virtute."

După ce a fost alungat din Memphis, Psamtik I a primit o altă profeție similară de la zeița Wadjet din Buto, care i-a promis că va stăpâni întregul Egipt dacă ar angaja oameni de bronz de pe mare. Începând cu anul 662 î.Hr. Psamtik I a stabilit contacte cu Gyges, regele regatului anatolian al Lidiei, care a trimis în Egipt mercenari carieni și ionieni pe care Psamtik I i-a folosit pentru a recuceri Memphisul și a-i înfrânge pe ceilalți regișori ale Dodecarhiei, unii dintre care au fugit în Libia. Este posibil că Psamtik I a fost ajutat în aceste campanii militare și de arabii din Peninsula Sinai. De asemenea, se știe că Psamtik I avea mercenari greci în armata sa.
După ce și-a eliminat toți rivalii, Psamtik I i-a reorganizat pe acești mercenari și i-a plasat în garnizoane-cheie la Daphnae în est și Elefantina în sud pentru a preveni un posibil atac kușit și pentru a controla comerțul. Acest ajutor militar din partea Lidiei a durat până în 658 î.Hr., când Gyges s-a confruntat cu iminență unei invazii cimeriene. În cel de-al 4-lea an de domnie sale Psamtik I a reușit încheierea unei alianțe cu puternica familie a Maeștrilor de Navigație din Heracleopolis, iar către al 8-lea an de domnie, în 657 î.Hr., a deținut controlul deplin al Deltei.
Interpretările războaielor lui Psamtik I ca o alianță între Sais și Lydia împotriva Asiriei par sa fie incorecte, în ciuda atitudinilor negative ale asirienilor față de acțiunile lui Gyges și Psamtik. Asirienii ridicaseră Sais la preeminență în Egipt după ce i-au expulzat pe dușmanii kușiți ai saiților, dar Psamtik I și Asurbanipal semnaseră un tratat între ei și nu a fost consemnată nicio ostilitate între ei. Psamtik I și Asurbanipal au rămas aliați de când cel dintâi fusese adus la putere cu sprijin militar asirian. Participarea triburilor arabe din Sinai, vasali asirieni, atestă și mai mult lipsa de vrăjmășie dintre Sais și Asiria în această perioadă, iar tăcerea surselor asiriene cu privire la expansiunea lui Psamtik I implică că nu a existat ostilitate, deschisă sau ascunsă, între Asiria și Sais în timpul unificării Egiptului de către Psamtik I.
De asemenea, sprijinul militar al lui Gyges pentru Psamtik I nu a fost îndreptat împotriva Asiriei și nu este menționat ca ostil Asiriei sau aliat cu alte țări împotriva Asiriei în înregistrările asiriene; dezaprobarea asiriană a sprijinului lui Gyges pentru Psamtik I a fost motivată în primul rând de refuzul lui Gyges de a forma o alianță cu Asiria și de faptul că a întreprins aceste acțiuni independent de Asiria, ceea ce asirienii au interpretat ca un act de aroganță. Campaniile lui Psamtik I nu au fost îndreptate împotriva puterii asiriene și par să fi fost conduse doar împotriva regișorilor rivali din Deltă, iar dezaprobarea lui Asurbanipal față de acțiunile sale a fost motivată nu de pretenția sa de regalitate asupra Egiptului, ci de revocarea acordului adû dintre cei doi regi, precum și prin eliminarea de către Psamtik I a celorlalți regișori aliați Asiriei, în special Pakruru din Per-Sopdu și Šarru-lū-dāri, deoarece Ashurbanipal era conștient că trebuia să se bazeze pe acești regișori pentru a menține puterea asiriană în Egipt.
În al 9-lea an de domnie al lui Psamtik I, în 656 î.Hr., el a trimis o expediție în orașul Teba, care a obligat-o pe soția lui Amon, preoteasa în funcție Shepenupet II, fiica fostului faraon kușit Piye, să adopte fiica sa Nitocris I ca moștenitoare în așa-numita Stelă a Adopției. Aceasta s-a întâmplat cu aprobarea aristocrației tebane și sprijinul tacit al lui Mentuemhat, care era al patrulea preot al lui Amon și primarul Tebei. Psamtik I unificase tot Egiptul sub conducerea sa.
În anii 655 și 654 î.Hr., adică al 10-lea și al 11-lea ani de domnie, Psamtik I a purtat un război cu triburile libiene care preluaseră controlul asupra zonei de la noma oxirinhită din jurul Bahr Yussef până la Marea Mediterană și cărora li s-au alăturat dușmanii lui Psamtik I învinși anterior în războaiele sale din Deltă. După încheierea cu succes a acestui război Psamtik I a plasat o garnizoană egipteană la Marea pentru a preveni incursiunile libienilor din deșert. Astfel, către sfârșitul primului său deceniu de domnie, în 654 î.Hr., Psamtik I avea controlul ferm al întregului Egipt.
Potrivit lui Herodot, Psamtik a asediat Așdodul timp de douăzeci și nouă de ani. Datarea exactă a acestui asediu este incertă.
În ultima parte a domniei lui Psamtik I, Imperiul Neo-Asirian a început să se destrame în urma morții lui Asurbanipal în 627 î.Hr., lăsând un vid de putere în Levant, care a permis foștilor vasali sciți ai asirienilor să invadeze zona. Între 623 și 616 î.Hr. sciții au ajuns până la sud, până în Iuda și Edom, până când Psamtik I s-a întâlnit cu ei și i-a convins să facă cale întoarsă, oferindu-le daruri.
După întâlnirea cu sciții, Psamtik și-a extins operațiunile militare pe Via Maris în Levant pentru a sprijini Imperiul Asirian în prăbușire împotriva mezilor, babilonienilor, sciților și caldeenilor care s-au revoltat împotriva lui. Intervenția lui Psamtik I a presupus că între el și Imperiul Neo-Asirian fusese deja încheiată o alianță, deși nu se știe dacă a fost o nouă alianță între el și noul rege asirian Sin-shar-ishkun sau o reînnoire a vechii alianțe semnate când Psamtik I fusese înscăunat de armata asiriană ca rege al Saisului în 664 î.Hr.
Psamtik a murit în 610 î.Hr. și a fost urmat de fiul său, Necho al II-lea.

## Investigarea originii limbii

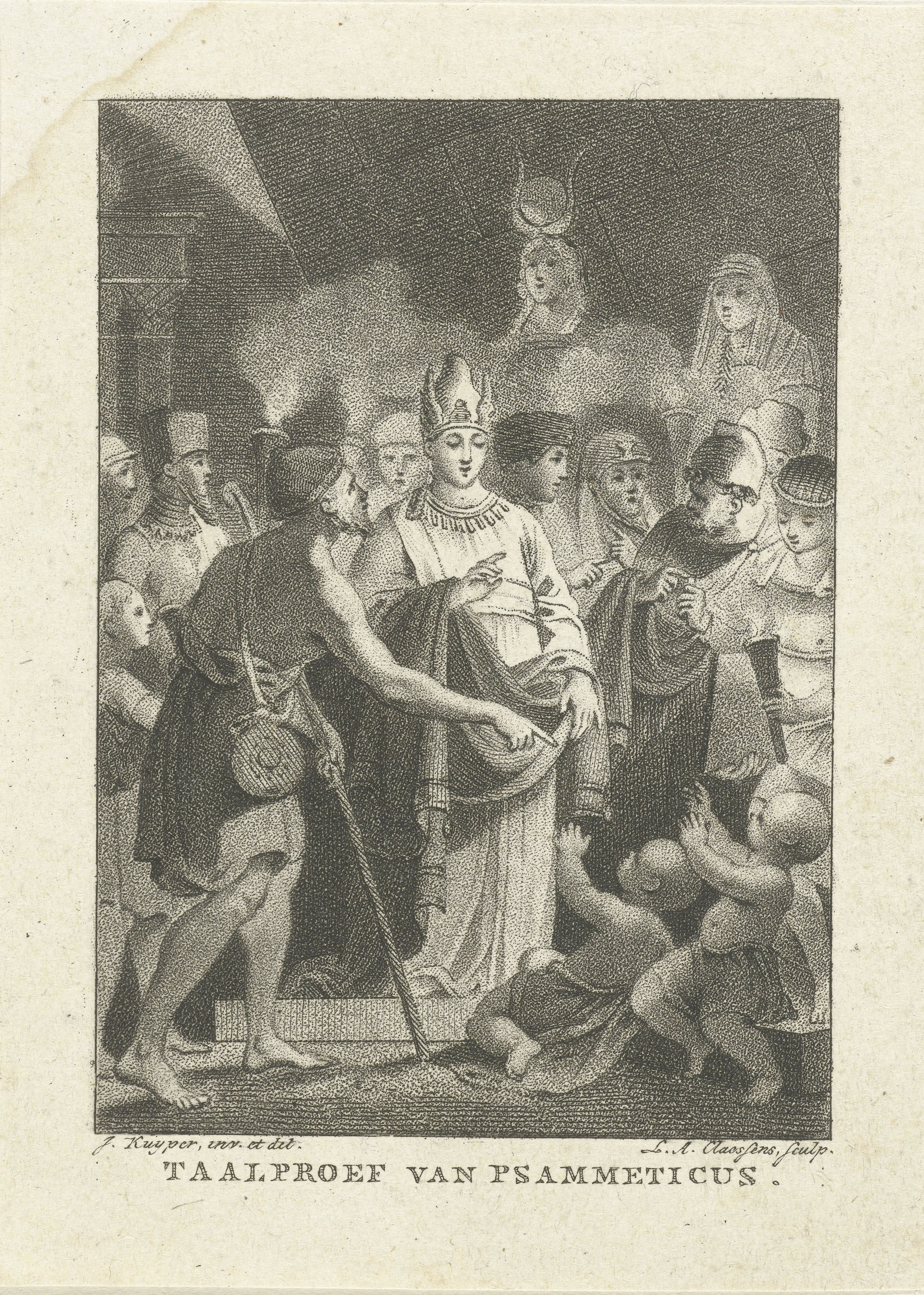
Legenda experimentului lingvistic al lui Psamtik I.

Istoricul grec Herodot a transmis o anecdotă despre Psamtik în volumul al doilea al Istoriilor sale (2.2). În timpul vizitei sale în Egipt Herodot a auzit că Psammetichus („Psamṯik”) a căutat să descopere originea limbii efectuând un experiment cu doi copii. Se presupune că a dat doi bebeluși nou-născuți unui cioban, cu instrucțiuni ca nimeni să nu le vorbească, ci ca ciobanul să-i hrănească și să aibă grijă de ei în timp ce asculta pentru a determina primele lor cuvinte. Ipoteza a fost că primul cuvânt va fi rostit în limba-mamă a tuturor oamenilor. Când unul dintre copii a strigat „βεκός” (bekós) cu brațele întinse, ciobanul a raportat acest lucru lui Psammetichus, care a concluzionat că era cuvântul frigian „pâine”. Astfel ei au ajuns la concluzia că frigienii erau un popor mai vechi decât egiptenii și că frigiana era limba originară a oamenilor. Nu există alte surse existente pentru a verifica această istorie.

## Soțiile
Principala soție a lui Psamtik a fost Mehytenweskhet, fiica lui Harsiese, vizirul nordului și marele preot al lui Ra la Heliopolis. Psamtik și Mehytenweskhet erau părinții lui Necho al II-lea, Merneith și preotesei Nitocris I.
Socrul lui Psamtik, Harsiese, a fost căsătorit de două ori: cu Sheta, cu care a avut o fiică pe nume Naneferheres, și cu o femeie necunoscută, cu care l-a avut atât pe Djedkare, care i-a urmat ca vizir al Nordului, și pe Mehytenweskhet.

## Descoperirea unei statui colosale a lui Psamtik I
La 9 martie 2017, arheologi egipteni și germani au descoperit o statuie colosală de aproximativ 7,9 m înălțime pe situl Heliopolis din Cairo. Realizată din cuarțit, statuia a fost găsită în stare fragmentară, cu bustul, partea inferioară a capului și coroana scufundate în apele subterane.
S-a confirmat că este a lui Psamtik I datorită inscripțiilor găsite care menționau pe baza statuii unul dintre numele faraonului.
Un purtător de cuvânt a comentat atunci că „Dacă aparține acestui rege, atunci este cea mai mare statuie din perioada târzie care a fost descoperită vreodată în Egipt”. Capul și trunchiul sunt de așteptat să fie mutate la Marele Muzeu Egiptean.
Statuia (colosul) a fost sculptată în stilul clasic antic din anii 2000 î.Hr., marcând o renaștere a măreției și prosperității perioadei clasice de odinioară, iar reconstrucțiile au o puternică asemănare cu o statuie a unui Senusret I (1971-1926 î.Hr.) ), acum în Muzeul din Cairo. Cu toate acestea, din multele fragmente adunate (acum vreo 6.400) de cuarțit adunate, s-a stabilit, și că colosul a fost la un moment dat distrus în mod deliberat. Anumite fragmente de rocă decolorate și crăpate arată dovezi că au fost încălzite până la temperaturi ridicate, apoi sparte (turnând apă rece), un mod tipic de a distruge coloșii antici.

## Galerie

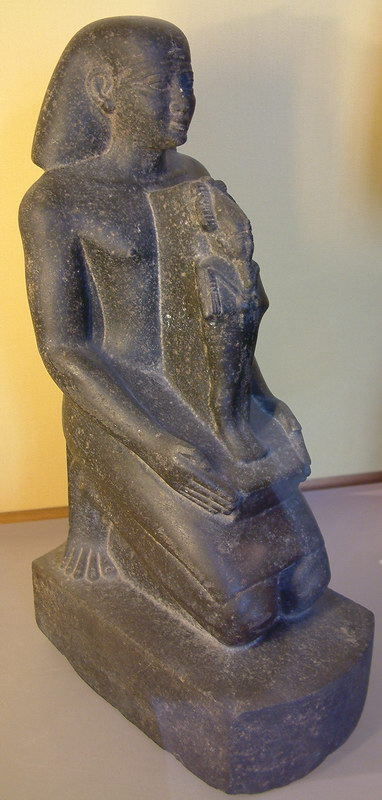
Psamtik I în genunchi, Muzeul Luvru
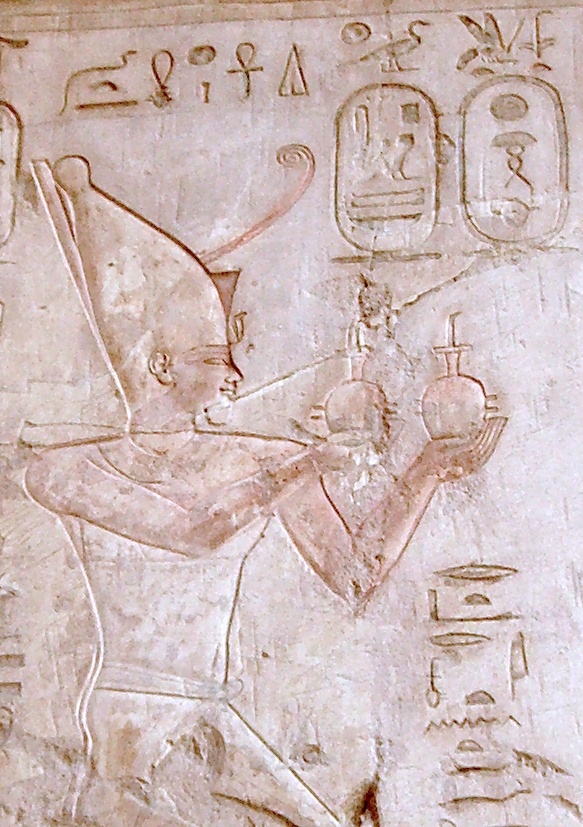
Relief cu Psamtik I făcând un sacrificiu lui Ra-Horakhty (mormântul lui Pabasa⁠(d))
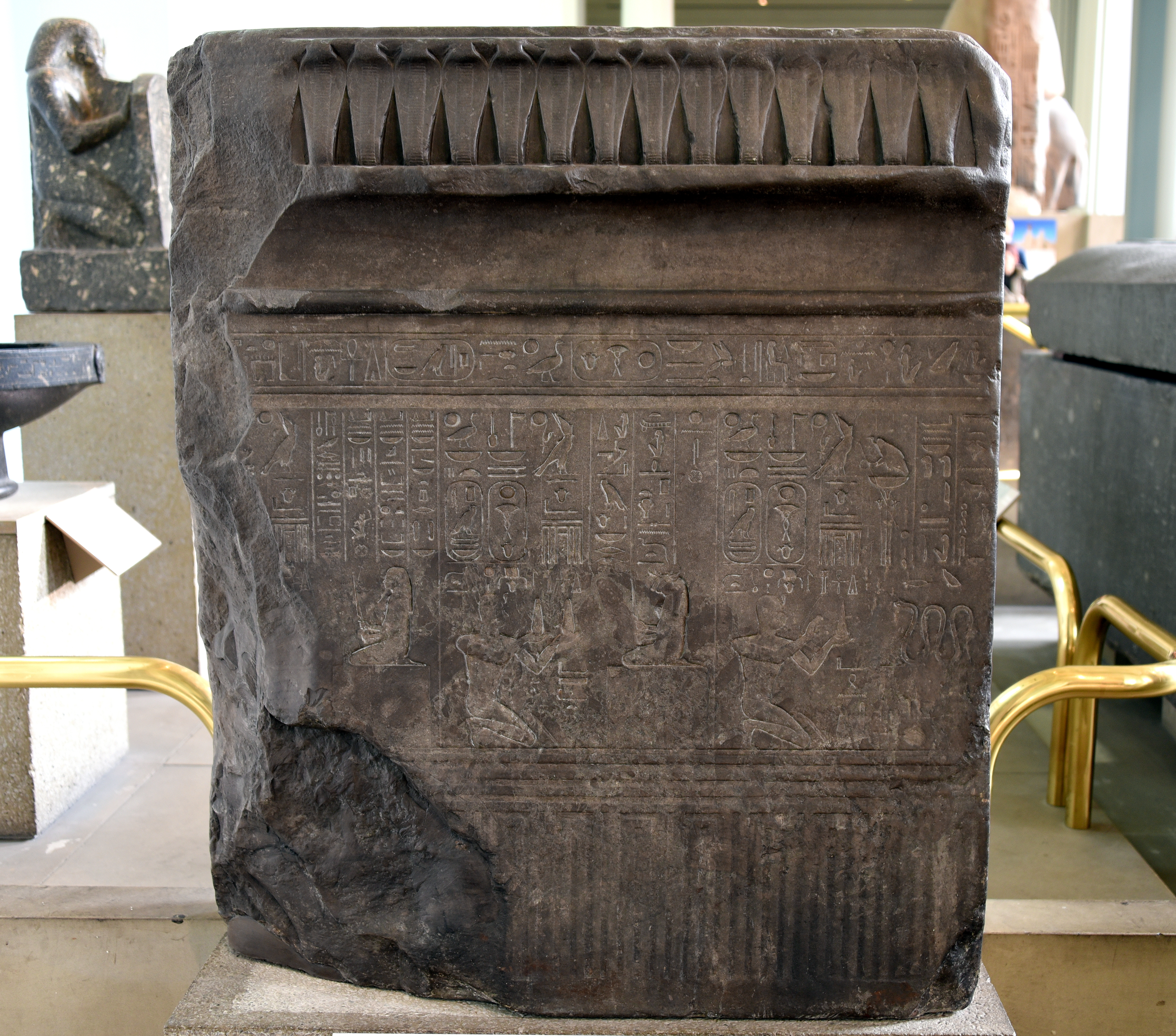
Relief cu Psamtik I. Regele îngenunchează și face sacrificii zeităților cu aspect înfricoșător, inclusiv un zeu-taur cu două capete și un șarpe. Din Alexandria; originar din templul lui Atum din Heliopolis, Egipt. Muzeul Britanic.